# Eriophorum medium
Eriophorum medium är en halvgräsart som beskrevs av Nils Johan Andersson. Eriophorum medium ingår i släktet ängsullssläktet, och familjen halvgräs. Inga underarter finns listade i Catalogue of Life.